# Зубно-губные согласные
Зубно-губные согласные — это согласные, производимые между нижними зубами и верхней губой, противоположность губно-зубным согласным. Они редки, в основном из-за распространённости патологического прикуса (в особенности ретрогнатии), осложняющего произнесение таких звуков, однако один из аллофонов шведского /ɧ/ описывается как веляризованный губно-зубной фрикатив.
Диакритический знак, используемый в МФА для обозначения зубно-губных, выглядит как 〈 ͆ 〉. Например, звонкий губно-зубной фрикатив обозначается 〈v͆〉, а губно-зубной носовой 〈m͆〉.

## Распространение
В абхазском лабиализация бывает двух видов: билабиальная (т. е. губно-губная) и дентолабиальная (зубно-губная), или, если быть точнее, эндодентолабиальная. В адыгейском же лабиализация всегда билабиальна. Отмечается, что ни в каком абхазо-адыгском языке не противопоставляются билабиальные и дентолабиальные согласные.
В южном диалекте табасаранского языка лабиализованные сибилянты (шипящие и свистящие) перешли в дентолабиализованные, в северном же лабиализованные согласные исчезли вовсе, однако остались дентолабиализованные. То же касается лабиализованных свистящих современных абхазо-адыгских.